# Alec Trevelyan
Pour les articles homonymes, voir Trevelyan.
Alec Trevelyan est un personnage appartenant au monde de James Bond. Il est un ancien agent secret britannique (son matricule est 006) devenu terroriste.

## Biographie
Pendant la Seconde Guerre mondiale, ses parents, des Cosaques de Lienz, fuient l'Europe vers la Grande-Bretagne pour trouver refuge. Après la guerre, l'autorité anglaise les livra ainsi que beaucoup d'autres aux dirigeants soviétiques. Plusieurs Cosaques sont envoyés aux goulags sous le règne de Staline. Beaucoup d'entre eux meurent jusqu’à ce que Nikita Khrouchtchev leur accorde une amnistie. La mère d'Alec lui donne naissance. Son père tue cette dernière et se suicide en ne voulant pas vivre dans la misère et le déshonneur. Ainsi, il fut orphelin comme James Bond. Le MI6 pensait qu'à cet âge, Alec ne s'en souvenait pas, ce qui en réalité est faux. Par ailleurs, le service secret britannique le recrute pour en faire un agent 00. Pendant son entraînement, il développe des talents comme la force, le combat du corps-à-corps, la manipulation ainsi que le talent dans la maîtrise de plusieurs langues. D'ailleurs, il commença à préparer un plan pour sa vengeance.
En 1986, James Bond et lui ont pour mission de détruire une usine d'armes chimiques soviétique. C'est durant cette mission qu'il conspire avec le colonel Arkady Ourumov afin de fausser sa mort. Pendant la mission, les agents se font encercler par les Soviétiques. Trevelyan est fait prisonnier par le colonel Ourumov, qui donne dix secondes à Bond pour se rendre. Après ces dix secondes, il tue Trevelyan et Bond réussit à s'échapper de l'usine en la faisant exploser. Il apporte la nouvelle à ses supérieurs qui croient Trevelyan mort.
Maintenant que les autorités britanniques le croient mort, il fonde une organisation criminelle sous le pseudonyme de Janus et recrute notamment Ourumov et une femme, Xenia Onatopp. Son but est de contrôler un satellite soviétique dont le nom de code est GoldenEye.
Il meurt lors de la destruction de l'antenne à Cuba après un long combat contre James Bond.

## Apparitions
- Il apparaît dans le film GoldenEye sous les traits de Sean Bean en 1995 ainsi que dans le roman du film du même nom.
- Il est aussi visible dans le jeu GoldenEye 007 sur Nintendo 64 en tant qu'ennemi, ou comme personnage disponible en multijoueurs.
- Alec Trevelyan est également un personnage jouable en multijoueurs du jeu James Bond 007 : Le monde ne suffit pas sur Nintendo 64.